# Hian
Hian ókori egyiptomi fáraó a második átmeneti korban. A XV. dinasztia tagja. Az Egyiptomot megszálló hükszoszok közé tartozott, párhuzamosan uralkodott a délen hatalmon lévő XVII. dinasztiával. Sok pecsétje és ábrázolása ismert. Diplomáciai kapcsolatai voltak a krétaiakkal, a hettitákkal és talán Babilonnal is. A palotáját feltárták Avariszban.
Egy Avariszban talált, törött sztélén ábrázolják vele együtt Janasszi nevű fiát, más családtagja nem ismert.